# Le Couteur Glacier
Le Couteur Glacier är en glaciär i Antarktis. Den ligger i Västantarktis. Nya Zeeland gör anspråk på området. Le Couteur Glacier ligger 387 meter över havet.
Terrängen runt Le Couteur Glacier är kuperad åt sydväst, men åt nordost är den platt. Terrängen runt Le Couteur Glacier sluttar norrut. Trakten är obefolkad. Det finns inga samhällen i närheten.